# 蒙塔马 (热尔省)
蒙塔马（法語：Montamat）是法国热尔省的一个市镇，属于欧什区（Auch）隆贝县（Lombez）。该市镇总面积6.6平方公里，2009年时的人口为113人。

## 人口
蒙塔马人口变化图示